# Obowiązek alimentacyjny
Obowiązek alimentacyjny – obowiązek dostarczania środków utrzymania innej osobie. 
Funkcja alimentacji wyraża się w zaspokojeniu potrzeb bytowych osób uprawnionych, a jeżeli chodzi o dzieci i młodzież, która nie jest jeszcze w stanie utrzymać się własnymi siłami, w zapewnieniu także środków na ich wychowanie. Instytucja alimentacji stoi na straży zapewnienia rodzinie niezbędnych do jej prawidłowego funkcjonowania środków materialnych. Obciążając obowiązkiem materialnej pomocy osoby związane najbliższą więzią, alimentacja sprzyja kształtowaniu się poczucia odpowiedzialności za losy najbliższych. 
Obowiązek alimentacyjny, jak i roszczenie zostały na gruncie KRO ściśle związane z osobą uprawnionego i zobowiązanego:
- wygasają z ich śmiercią
- nie należą do spadku (w rozumieniu art. 922 § 2 Kodeksu cywilnego).

Roszczenie alimentacyjne w przeciwieństwie do roszczenia o spełnienie poszczególnych świadczeń (rat alimentacyjnych) – nie ulega przedawnieniu.